# Joseph Payne (pédagogue)
Pour les articles homonymes, voir Joseph Payne.
Joseph Payne, né le 2 mars 1808 à Bury St Edmunds et mort le 30 avril 1876 à Londres, est un pédagogue britannique. Il est le premier enseignant nommé par le College of Preceptors.

## Biographie
Joseph Payne naît à Bury St Edmunds, dans le Suffolk. Largement autodidacte, il fait des études classiques et de littérature anglaise, et se destine à une carrière d'enseignant. Il enseigne dans une école de New Kent Road, à Londres. Il est un ardent partisan des méthodes pédagogiques de Joseph Jacotot, dont il contribue à introduire les travaux en Angleterre, en éditant en 1830 un opuscule de 56 pages, intitulé A Compendious exposition of the principles and practice of Professeor Jacotot's celebrated system of education. Le succès de cet ouvrage lui permet d'être engagé comme précepteur des enfants de David et Elizabeth Fletcher. Joseph Payne épouse le 28 décembre 1837 Eliza Dyer, fille du pasteur John Dyer, secrétaire de la société missionnaire baptiste, et elle-même enseignante confirmée et directrice d'école. En 1838, Joseph Payne ouvre une école secondaire à Denmark Hill, avec David Fletcher. Puis, en janvier 1845, il ouvre une école, à Leatherhead dans le Surrey, dont la plupart des élèves sont pensionnaires, âgés de 8 à 16 ans. Il met en place des programmes scolaires classiques qui donnent également une part importante aux mathématiques et aux sciences expérimentales, et il prohibe les châtiments corporels dans son école. Les élèves étudient durant leur première année d'école à lire écrire et compter, et des rudiments d'histoire-géographie. Les élèves âgés de 10 à 12 ans étudient la grammaire, la botanique et la physique, puis à partir de 12 ans, le latin, l'allemand, les mathématiques, la littérature anglaise et la physique, et durant leurs dernières années d'école, la chimie. L'école obtient de bons résultats aux examens universitaires localement organisés par l'université d'Oxford. John Payne est interviewé par la commission Taunton en 1865. Il est à titre personnel diacre laïc d'une église protestante congrégationaliste locale.
Il quitte Leatherhead en 1863, et s'installe au 4 Kildare Gardens, Bayswater, à Londres. Il publie deux manuels qui assurent son renom : Studies in English Prose, Studies in English Poetry, et surtout Select Poetry for Children (1839, réédité en 1874). Il se fait connaître par ses critiques du système éducatif et du faible niveau des écoles, mais surtout comme réformateur. Il soutient que l'éducation doit servir à transformer la vie des élèves pour ensuite transformer la société. Il demande aux enseignants de connaître non seulement leur discipline, mais également leurs élèves, et les sciences de l'éducation. Enfin, il souhaite que l'enseignement reçu donne envie aux élèves à devenir à leur tour enseignants.
Dans cette perspective, il est membre fondateur du College of Preceptors et vice-président de 1862 à 1868. Il devient le premier professeur de sciences de l'éducation du collège, en décembre 1872. Il donne sa leçon inaugurale le 30 janvier 1873, puis trois séries de cours annuels en sciences et histoire de l'éducation, de 1873 jusqu'à sa retraite en 1875. Durant la première années de ses cours, sur 75 étudiants, 64 sont des femmes qui se forment à l'enseignement. Il fait un voyage d'étude en Allemagne, pour se renseigner sur les jardins d'enfants et écoles maternelles. Son compte rendu de voyage est publié à titre posthume, en 1876.
Joseph Payne est soucieux d'offrir aux filles et jeunes femmes des opportunités dans le domaine éducatif et souhaite que filles et garçons bénéficient des mêmes enseignements. Il est lié avec Frances Buss et Beata Doreck, et est l'un des fondateurs du Women's Education Union dont il est le président en 1872. Il est actionnaire de la Girls' Public Day School Company et  membre du conseil de la National Association for the Promotion of Social Science (en). Il participe à la fondation de la société Froebel avec Caroline Bishop.
Joseph et Eliza ont eu quatre enfants, John Burnell, Joseph Frank Payne (en) médecin et historien de la médecine, Mary Eliza et William. Eliza Payne meurt le 12 octobre 1875, et Joseph démissionne du College of Preceptors en décembre de la même année, pour des raisons de santé. Il meurt des suites d'une insuffisance rénale chronique à son domicile de Kildate Gardens, Bayswater, à Londres, le 30 avril 1876.

## Publications
- Lectures on the History of Education, with A Visit to German Schools, Longmans, Green, & Co., 1893.
- Lectures on the Science and Art of Education, E. L. Kellogg, 1890.